# Alfred Rütten
Alfred Rütten (* 16. August 1954) ist ein deutscher Sportwissenschaftler und Hochschullehrer.

## Leben
Rütten studierte die Fächer Sportwissenschaft, Sozialwissenschaft und Geschichte an der Rheinisch-Westfälischen Technischen Hochschule Aachen. Ab 1985 war er am Institut für Sportwissenschaft in Aachen Wissenschaftlicher Mitarbeiter, 1987 schloss er seine Doktorarbeit ab. Seine Habilitation im Fach Sportwissenschaft legte Rütten 1992 an der Universität Stuttgart vor, wo er von 1987 bis 1994 als Wissenschaftlicher Mitarbeiter und Hochschullehrer am Institut für Sportwissenschaft beschäftigt war.
1993 und 1994 arbeitete Rütten als Forschungsprofessor an der University of Alabama in den Vereinigten Staaten, 1994 trat er an der Technischen Universität Chemnitz eine Professorenstelle für Sportwissenschaft (Sportsoziologie und -psychologie) an. Während seiner Amtszeit in Chemnitz legte Rütten 1998 einen Auslandsaufenthalt ein und war Gastprofessor an der Yale University in den USA. 2001 folgte er dem Ruf an die Friedrich-Alexander-Universität Erlangen-Nürnberg, dort übernahm er eine Professur für Sportwissenschaft. 2013 wurde ihm die Ehrendoktorwürde der Litauischen Sportuniversität in Kaunas verliehen. 2014 und 2015 weilte Rütten als Gastprofessor in den Vereinigten Staaten an der University of Hawaiʻi sowie an der Stanford University. Den Lehrstuhl an der FAU Erlangen-Nürnberg hatte er bis zum 30. September 2018 inne. Nach der Entpflichtung blieb er wissenschaftlich tätig.
Rüttens Schwerpunkte in der Forschung liegen in den Themenbereichen Gesundheitsförderung, Volksgesundheit, Sozialwissenschaften des Sports, Bewegung im Alter, in Zusammenhängen von Bewegung und Soziologie, 2015 und 2016 leitete er das Projekt „Erstellung einer wissenschaftlich fundierten sportpsychologischen Konzepts für das Nachwuchsleistungszentrum (NLZ) des 1. FC Nürnberg“. Er beschäftigte sich des Weiteren mit der Entwicklung und Umsetzung von politischen Strategien der Bewegungsförderung in einzelnen Ländern, darunter Litauen, Malta sowie die Türkei sowie mit Sportentwicklungsplanung und war in letzterem Gebiet beratend für Landessportbünde und Landesregierungen tätig.
Von 2003 bis 2007 gehörte Rütten dem Vorstand der Deutschen Vereinigung für Sportwissenschaft an.